# Зибика
Зибика (словен. Zibika) је насељено место у општини Шмарје при Јелшах, Савињска регија, Словенија.

## Историја
До територијалне реорганизације у Словенији била је у саставу старе општине Шмарје при Јелшах.

## Становништво
У попису становништва из 2011. године, Зибика је имала 186 становника.
| Број становника према пописима | Број становника према пописима | Број становника према пописима |
| ------------------------------ | ------------------------------ | ------------------------------ |
| 1991                           | 2002                           | 2011                           |
| 178                            | 180                            | 186                            |

Напомена: До 1955. исказивано под именом Свети Јернеј при Зибики. Године 2010. извршена је мања размена територија између насеља Зибика, Ореховец и Сподње Тинско.